# Arrondissement Carpentras
Carpentras is een arrondissement van het Franse departement Vaucluse in de regio Provence-Alpes-Côte d'Azur. De onderprefectuur is Carpentras.

## Kantons
Het arrondissement was tot 2014 samengesteld uit de volgende kantons:
- Kanton Beaumes-de-Venise
- Kanton Carpentras-Nord
- Kanton Carpentras-Sud
- Kanton Malaucène
- Kanton Mormoiron
- Kanton Pernes-les-Fontaines
- Kanton Sault
- Kanton Vaison-la-Romaine

Na de herindeling van de kantons door het decreet van 25 februari 2014, met uitwerking op 22 maart 2015, en de aanpassing van de arrondissementsgrenzen op 1 januari 2017, omvat het arrondissement volgende kantons : 
- Kanton Bollène
- Kanton Carpentras
- Kanton Monteux  ( deel 6/7 )
- Kanton Orange
- Kanton Pernes-les-Fontaines
- Kanton Le Pontet  ( deel 1/5 )
- Kanton Vaison-la-Romaine
- Kanton Valréas